# 국제 장애인의 날
국제 장애인의 날 혹은 세계 장애인의 날(International Day of People with Disability)은 국제 연합(UN)이 지정한 국제 기념일의 하나이다. 날짜는 매년 12월 3일이다.
세계 장애인의 재활과 복지의 상태를 점검하고 장애인 문제에 대한 이해의 촉진 및 장애인이 보다 사람다운 생활을 할 수 있는 권리와 보조 수단의 확보를 목적으로 하는 기념일이다. 1981년 12월 3일 제37회 유엔 총회에서 〈장애인에 관한 세계 행동 계획〉이 채택된데서 이 날짜로 지정하였다.
UN은 1981년 '세계 장애인의 해'를 선포하고, 1983년부터 1992년까지를 '재활 10년(Rehabilitation Decade)'으로 선포하였다. 이후 1992년 12월 3일부터 공식적으로 세계 장애인의 날을 시행하였다.
이 날이 되면 대한민국, 미국, 조선민주주의인민공화국 등을 비롯한 세계 각국에서 기념 행사를 개최한다. 단 대한민국의 경우, 대한민국 정부가 지정한 장애인의 날(매년 4월 20일)의 인지도가 더 높은 관계로 상대적으로 주목을 덜 받는 편이다.

## 같이 보기
- 장애인의 날 - 대한민국 정부가 지정한 기념일, 4월 20일
- 국제장애인기능올림픽대회 - 1981년 '세계 장애인의 해'를 기념하면서 시작된 대회
- 세계 자폐인의 날 - 국제 연합이 승인한 기념일 중 유일하게 특정 장애(자폐 장애)를 중심으로 한 기념일, 4월 2일